# Без жалости (фильм)
«Без жалости» (англ. Without Remorse) — американский боевик режиссёра Стефано Соллима. Экранизация одноимённого романа Тома Клэнси.

## Сюжет
Спецназовец Джон Кларк во время операции в Сирии сталкивается с русскими спецназовцами. Спустя 3 месяца кто-то начинает убивать его товарищей. При нападении на дом погибает его беременная жена и Джон решает отомстить за неё…

## Актёрский состав
- Майкл Б. Джордан — Джон Келли (Кларк)
- Джейми Белл — Роберт Риттер
- Джоди Тёрнер-Смит — Карен Грир
- Люк Митчелл — Роуди Кинг
- Джек Кеси — Тандер
- Бретт Гельман — Виктор Рыков
- Лорен Лондон — Пэм Келли
- Колман Доминго — пастор Уэст
- Гай Пирс — Томас Клэй, Государственный секретарь США
- Люси Расселл[англ.] — Сара Диллард, директор ЦРУ
- Джейкоб Скипио[англ.] — Хэтчет
- Кэм Жиганде — Кит Уэбб
- Тодд Ласанс — Даллас
- Артём Гильц[нем.] — Артем
- Мераб Нинидзе — Андре Василиев
- Александр Терентьев[англ.] — Алексей
- Джеймс Балланджер[англ.] — Глеб Истомин